# Маковиська (Торунський повіт)
Маковиська (пол. Makowiska, нім. Wolschebuden) — село в Польщі, у гміні Черніково Торунського повіту Куявсько-Поморського воєводства.
Населення — 317 осіб (2011).
У 1975-1998 роках село належало до Влоцлавського воєводства.

## Демографія
Демографічна структура станом на 31 березня 2011 року:
|          | Загалом | Допрацездатний вік | Працездатний вік | Постпрацездатний вік |
| -------- | ------- | ------------------ | ---------------- | -------------------- |
| Чоловіки | 165     | 54                 | 101              | 10                   |
| Жінки    | 152     | 41                 | 80               | 31                   |
| Разом    | 317     | 95                 | 181              | 41                   |